# ماريوس بينا
ماريوس بينا (بالرومانية: Marius Pena)‏ (2 مايو 1985 ببوخارست في رومانيا - ) هو لاعب كرة قدم روماني في مركز الهجوم. لعب مع توربيدو موسكو ورابيد بوخارست ونادي أوتسيلول غالاتسي ونادي باكو ونادي ستيوا بوخارست وSCM Râmnicu Vâlcea ‏ وكونكورديا كياجنا وFC Progresul București ‏ وFC Rapid II București ‏.

## روابط خارجية
- ماريوس بينا على موقع قاعدة بيانات كرة القدم.إي يو (الإنجليزية)
- ماريوس بينا على موقع Soccerway.com (الإنجليزية)
- ماريوس بينا على موقع عالم كرة القدم.نت (الإنجليزية)